# Заєць Олексій Валентинович
Олексій Валентинович Заєць (нар. 4 березня 1990, с. Фасова, Макарівський район, Київська область) — український співак, фольклорист, краєзнавець, володар І премії фестивалю сучасної молодіжної музики «Червона рута» (2011), дипломант багатьох міжнародних і всеукраїнських фестивалів та конкурсів. Член Національної спілки краєзнавців України.

## Біографія
Народився у с. Фасова Макарівського району на Київщині. 2007 року закінчив Пашківську загальноосвітню школу І-ІІІ ступенів. 2009-го вступив на факультет музичного мистецтва КНУКіМ (спеціальність — музичний фольклор). Працює завідувачем Будинку культури с. Людвинівка Макарівського району, керує сільським фольклорним колективом «Барвінок». Учасник фольклорного гурту «Древо».
Перша поява Олексія в медійному просторі сталася на кастингу популярної телепрограми «Голос країни». Тоді жоден із «зіркових тренерів» не наважився взяти хлопця під свою опіку. Олександр Пономарьов назвав його «діамантом України». Його манера виконання унікальна, глибока, має фантастичну етнічну основу, що була притаманна лише нашим далеким пращурам.
Після телешоу тисячі небайдужих людей перейнялися долею талановитого юнака, оголосивши його «відкриттям року» в жанрі української етнічної музики. На телеканали та радіостанції полетіли листи з проханням надати підтримку справжньому «голосу країни». Художня рада Фестивалю «Країна Мрій» одностайно зголосилася запросити співака до участі в концертній програмі.
Наприкінці 2011 року Олексій отримав І премію фестивалю сучасної молодіжної музики «Червона рута» у номінації «Український автентичний фольклор» за напрямком сольний спів і став лауреатом у номінації "Відкриття року 2011″ акції «Молода людина року», що проводиться під егідою Київської обласної державної адміністрації з метою відзначення вагомих досягнень молоді у різних сферах суспільного життя області та заохочення її до активної участі у громадському житті Київщини.
Дипломант міжнародних фестивалів «Слава казачья» (м. Санкт-Петербург, 2011), «Живая традиция» (м. Москва, 2012), «Покровские колокола» (м. Вільнюс, 2012), «Берегиня» (м. Луцьк, 2013), «Домоткань» (м. Київ, 2013), «Рождество Христово» (м. Санкт-Петербург, 2013) та переможець у номінації «Сольний спів» ряду всеукраїнських фестивалів і конкурсів, серед яких «З народного джерела» (м. Рівне, 2009), «Лесині джерела» (м. Новоград-Волинський, 2009), «Слобожанський вернісаж» (м. Харків, 2010), «Покуть плюс» (м. Харків, 2012) та ін.
Мешкає в смт Калинівка на Київщині.